# Petrus Abraham Samuel van Limburg Brouwer
Petrus Abraham Samuel van Limburg Brouwer (Luik, 15 november 1829 - Den Haag, 13 februari 1873) was een Nederlandse publicist en politicus.

## Familie
Van Limburg Brouwer was een zoon van dr. Petrus van Limburg Brouwer (1795-1847) en Susanna Johanna Aleida Ipera Wiselius (1793-1860) Hij werd geboren in Luik, waar zijn vader buitengewoon hoogleraar letteren was. In 1831 aanvaardde zijn vader een baan aan de Groninger Hogeschool en verhuisde het gezin.

## Loopbaan
Van Limburg Brouwer studeerde Romeins en hedendaags recht in Groningen en promoveerde in 1850 op de dissertatie De actionum concursu, maxime secundum Savignii sententiam. Na zijn studie vestigde hij zich in Amsterdam. Hij was medewerker (vanaf 1853) en redacteur (1859-1865) van De Gids. In 1855 bedankte hij voor een professoraat in Groningen. In 1856 verhuisde hij naar Den Haag, waar hij was aangenomen als wetenschappelijk ambtenaar bij het Algemeen Rijksarchief (1856-overlijden). Vanaf 1860 was hij medewerker van De Nederlandsche Spectator.
Van Limburg Brouwer werd voor het kiesdistrict Almelo verkozen tot lid van de Tweede Kamer der Staten-Generaal (1864-1868). Hij had vaak een filosofisch-wetenschappelijk inbreng in debatten en sprak in de Tweede Kamer met name over koloniale zaken en onderwijs, daarnaast ook over spoorwegen en gezondheidszorg. Na zijn vertrek uit de Kamer werd hij bestuurslid van het Koninklijk Instituut voor de taal-, land- en volkenkunde van Nederlandsch-Indië.

## Publicaties
- 1850 De actionum concursu, maxime secundum Savignii sententiam (dissertatie)
- 1872 Akbar (oosterse roman)
- diverse studies en artikelen over onder meer staatkundige onderwerpen, geschiedenis, letterkunde, (oosterse) godsdiensten, de koloniale politiek en de onderwijspolitiek

## Publicatie over Limburg Brouwer
- Casper Luckerhof: Een eenzame bruggenbouwer. Reizen door het India van P.A.S. van Limburg Brouwer. Amsterdam, Singel Uitgeverijen, 2016. ISBN 9789025301118